# Maja T. Izquierdo
Maja T. Izquierdo (en serbio cirílico: Маја Т. Искјердо; Маја Тодоровић Искјердо; Belgrado, 14 de mayo de 1976) es arquitecta paisajista, psicóloga y profesora universitaria serbia y peruana. Es doctora en arquitectura y urbanismo. Actualmente, es presidenta de la Asociación de Amistad Serbio-Peruana y de la Asociación "Miloš Šobajić".

## Biografía
Maja T. Izquierdo nació en Belgrado, hija de la peruana Silvia Izquierdo y del serbio Tiosav Todorović. Por parte materna, tiene ascendencia del pueblo amazónico Asháninka. Ambos padres son académicos. Su abuelo fue Guillermo Izquierdo Ríos y su tío abuelo Francisco Izquierdo Ríos, reconocidos escritores peruanos del siglo XX, quienes ejercieron una gran influencia en su trayectoria educativa y creativa. Sus tíos son Luis Izquierdo Vásquez, oftalmólogo, oftalmo cirujano, profesor universitario y exrector de la Universidad Nacional Mayor de San Marcos, y Jorge González Izquierdo, economista, exministro de Trabajo y Promoción del Empleo y reconocido analista político y económico.
Maja T. Izquierdo creció en un entorno cultural mixto, entre los mosaicos culturales de Serbia y Perú, pasando tiempo en ambos países y escuchando historias tanto de la mitología eslava como de los tesoros de las leyendas amazónicas. Gran parte de su infancia la pasó en la región de San Martín, en el corazón de la selva amazónica, donde entró en contacto con la rica espiritualidad de los pueblos de la zona y con el respeto hacia los ancestros, la naturaleza y la sanación a través de plantas enteógenas.
Desde los doce años se dedica a la pintura y la escultura, actividades que sigue cultivando como pasatiempos. Sus obras suelen inspirarse en motivos andino-amazónicos.
Ha sido incluida en la Enciclopedia de la Diáspora Nacional, editada por Ivan Kalauzović Ivanus.

### Educación
En su ciudad natal, Belgrado, Maja comenzó su formación en la sección de piano de la Escuela de Música "Davorin Jenko" y en la especialización de técnico en arquitectura de interiores en la Escuela Técnica de Arquitectura. Posteriormente, se graduó en Arquitectura del Paisaje en la Facultad de Ciencias Forestales de la Universidad de Belgrado en 2001. Obtuvo su título de máster en Arquitectura y Urbanismo en 2004 en la Facultad de Arquitectura de la Universidad de Las Palmas de Gran Canaria, y recibió el Diploma de Estudios Avanzados (DEA) en 2010 de dos instituciones españolas: la Universidad de La Laguna y la Universidad de Las Palmas de Gran Canaria. Obtuvo su doctorado en la Facultad de Gestión de la Construcción de la Universidad Unión – Nikola Tesla en Belgrado en 2013. Su tesis doctoral se tituló "Naturaleza y misticismo en la materialización de la arquitectura, con referencia a las obras de Rudolf Steiner y Buckminster Fuller".
Además, completó estudios de grado en Psicología en la Facultad de Humanidades de la Universidad de Las Palmas de Gran Canaria en 2005; estudios de máster en Historia del Arte en la Facultad de Humanidades de la Universidad de La Laguna en 2009; un máster en Ciencias Forestales en la Facultad de Ciencias Forestales en 2011; y un máster en Psicología Clínica en la Facultad de Medios y Comunicación de la Universidad Singidunum en 2020.
En su trayectoria académica también se incluyen un curso de arte visual en la Facultad de Artes Visuales de la Universidad de las Artes de Belgrado en 1998; un curso de filología española en la Academia "Mester" en Salamanca, también en 1998; un curso de ecología y biología evolutiva en la Universidad Yale en 2015; un curso sobre budismo y psicología contemporánea]] en la Universidad de Princeton en 2016; y un curso sobre ecología, anarquismo, antropología y feminismo en el Instituto de Ecología Social en 2017.

### Carrera
Maja T. Izquierdo formó parte del equipo de investigación de la Pontificia Universidad Católica del Perú, donde estudió la antropología amazónica y profundizó sus conocimientos en medicina tradicional del pueblo Asháninka, adquiridos durante su juventud en la selva amazónica. Esto la preparó para sus estudios de psicología clínica en Belgrado y para investigaciones en psicología transpersonal en Barcelona.
Desde 2016, es catedrática en la Facultad de Gestión de la Construcción de la Universidad Unión – Nikola Tesla, y anteriormente fue profesora asistente y asociada en la Facultad de Arte y Diseño de la Universidad Megatrend.
Es autora de numerosos trabajos técnicos y científicos, así como de artículos de divulgación, además del blog "Ecología y Arquitectura del Paisaje". Ha participado en numerosos proyectos y ha sido conferencista invitada en eventos nacionales e internacionales.
Es representante europea de Landscape Architects Without Borders, un grupo dentro de la Federación Internacional de Arquitectos Paisajistas (IFLA), cuyo objetivo es garantizar un entorno saludable y agradable frente a situaciones de crisis, como desastres naturales, migraciones, guerras, entre otros.
Es miembro de la Cámara de Ingenieros de Serbia, de la Asociación de Arquitectos Paisajistas de Serbia y de otras organizaciones profesionales afines en el mundo.
Es cofundadora y presidenta de la Asociación de Amistad Serbio-Peruana, registrada tanto en Serbia como en Perú, cuya misión es el intercambio cultural entre ambos países.
Habla con fluidez serbio, español e inglés.

## Vida personal
Estuvo casada con el pintor y escultor serbio-francés Miloš Šobajić, considerado uno de los artistas más destacados de Serbia y Europa. Šobajić dedicó su autobiografía "Mis Nueve Vidas" (Vukotić Media, 2021) a Maja, y juntos trabajaron en el cortometraje "Los escritos perdidos de María Magdalena" (2016) y escribieron la obra de teatro "Vecin Circus" (Centro Cultural "Zoran Radmilović", Teatro Nacional de Timok "Zoran Radmilović", 2021). Maja también es coautora de los textos para los catálogos de las exposiciones de Šobajić "Huir y sofocar" (Novi Sad, 2018) y "Sublimaciones" (Belgrado, 2022). Además, es cofundadora y presidenta de la Asociación "Miloš Šobajić", que tiene como objetivo promover el legado del artista, organizar exposiciones y otras actividades.
Vive y trabaja entre Serbia y Perú.

## Premios y reconocimientos
- Beca del Gobierno del Reino de España para estudios de posgrado en arquitectura y arquitectura del paisaje (2002–2004)
- Distinción "Summa Cum Laude" de la Universidad de La Laguna, España, por el éxito en la defensa del Diploma de Estudios Avanzados (DEA) (2010)
- Premio "Kapetan Miša Anastasijević" por la promoción de la arquitectura del paisaje en Serbia (2018)
- Reconocimiento del Ministerio de Relaciones Exteriores de la República del Perú por su labor humanitaria y apoyo a la comunidad peruana en la República de Serbia durante la pandemia de COVID-19 (2020)
- Reconocimiento del Ministerio de Relaciones Exteriores de la República del Perú por su contribución a la difusión del conocimiento sobre la cultura peruana (2022)

## Literatura
- Šobajić, M. (2021). Mis nueve vidas. Belgrado, Serbia: Vukotić media. ISBN 978-86-81510-20-9.
- Šobajić, M.; Izquierdo, M. T. (2021). Вецин циркус. Zaječar, Serbia: Centro de Cultura "Zoran Radmilović", Teatro Nacional de Timok "Zoran Radmilović". ISBN 978-86-89575-03-3.
- Kalauzović, I. (2025). Enciclopedia de la Diáspora Nacional. Niš, Serbia: Impressions Publishing. ISBN 978-86-82470-02-1.